# Nemoura rifensis
Nemoura rifensis är en bäcksländeart som beskrevs av Aubert 1960. Nemoura rifensis ingår i släktet Nemoura och familjen kryssbäcksländor. Inga underarter finns listade i Catalogue of Life.